# Base navale de Yokosuka
La base navale de Yokosuka se situe dans le quartier de Dobuita dans la ville japonaise de Yokosuka dans la préfecture de Kanagawa, située à l'entrée de la baie de Tokyo.

## Caractéristiques
Cette base navale a actuellement une superficie de 2,3 km2 et localisée à 65 km au sud de Tokyo et à 30 km au sud de Yokohama dans la péninsule de Miura dans la région du Kantō. La petite île de Sarushima (猿島, Sarushima), littéralement « île du singe », utilisée comme batterie par le Shogunat Tokugawa durant l'époque d'Edo fait partie de l’aire navale de Yokosuka, depuis 1868.
Ses coordonnées géographiques sont 35° 17′ N, 139° 40′ E.

## Historique
L'arsenal naval de Yokosuka (横須賀海軍工廠 Yokosuka Kaigun Kosho) est l'un des quatre principaux chantiers navals et base navale de la marine impériale japonaise. Il a été construit sous la direction de l'architecte naval français Léonce Verny entre 1866 et 1871. Il sortit le premier navire de guerre  moderne du Japon en 1872. 
C'est l'ingénieur général du génie maritime français Louis-Émile Bertin qui réorganisa de fond en comble l'arsenal naval de Yokosuka à partir de 1886.
Durant la guerre du Pacifique, l'arsenal emploie 40 000 ouvriers du complexe militaro-industriel japonais sur un espace de 1,1 km2 et a construit une centaine de navires de guerre.

### Base américano-japonaise

Badge des United States Forces Japan depuis 2019.

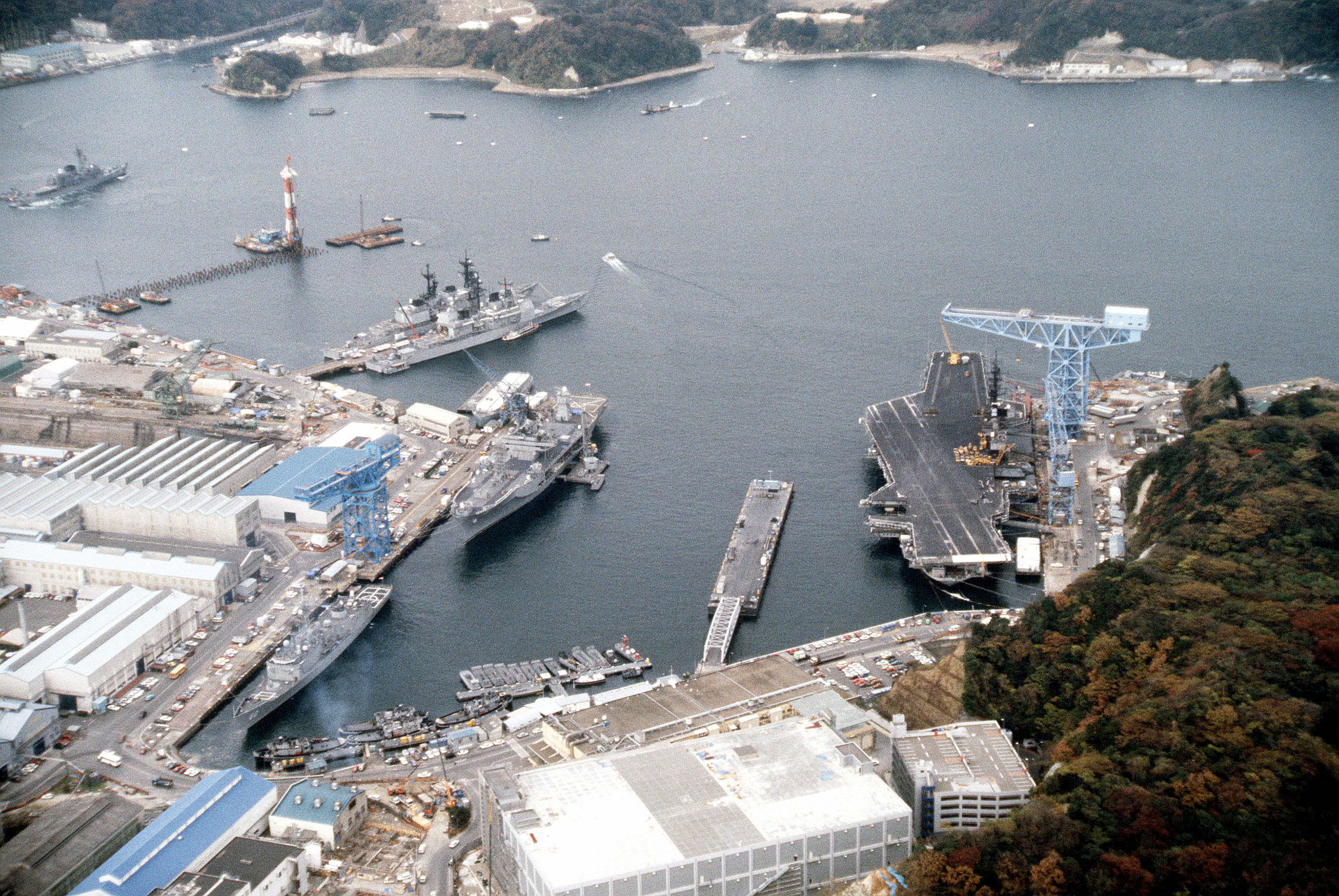
Le USS Midway (CV-41) et le USS Blue Ridge (LCC-19), navire amiral de la 7e flotte en 1989.

Depuis la signature des actes de capitulation du Japon de 1945, elle est une base conjointe de l'United States Navy et de la Force maritime d'autodéfense japonaise créée en 1954 dont elle est le quartier-général. Elle est désignée pour la partie japonaise よこすかきち、JMSDF Yokosuka Naval Base (Base navale de Yokosuka de la Force maritime d'autodéfense japonaise) et pour la partie américaine sous le nom de « United States Fleet Activities Yokosuka » ou « Commander, Fleet Activities Yokosuka » (CFAY).
Quartier général également de la Septième flotte des États-Unis, elle est la plus importante base navale en Asie de l'Est de la marine américaine. Dans les années 1990, 23 000 personnels civils et militaires y sont rattachés.
Elle est le port d'attache depuis 1973 du seul porte-avions des États-Unis attaché en permanence à une base outre-mer ; celui-ci est accompagné de son groupe aéronaval. Onze navires américains au total sont attachés à cette base en 2008.
Les porte-avions sous la gestion du United States Fleet Activities Yokosuka ont été :
- Le porte-avions conventionnel USS Midway (CV-41) entre 1973 et 1992,
- Le porte-avions conventionnel USS Independence (CV-62) entre 1992 et 1998,
- Le porte-avions conventionnel USS Kitty Hawk (CV-63) entre 1998 et 2008,
- Le porte-avions nucléaire USS George Washington (CVN-73) entre 2008 et 2015[3],
- Le porte-avions nucléaire USS Ronald Reagan (CVN-76) depuis l'été 2015[4].

La base est utilisée lors de l'opération Tomodachi à la suite du séisme de 2011 de la côte Pacifique du Tōhoku.

## Galerie

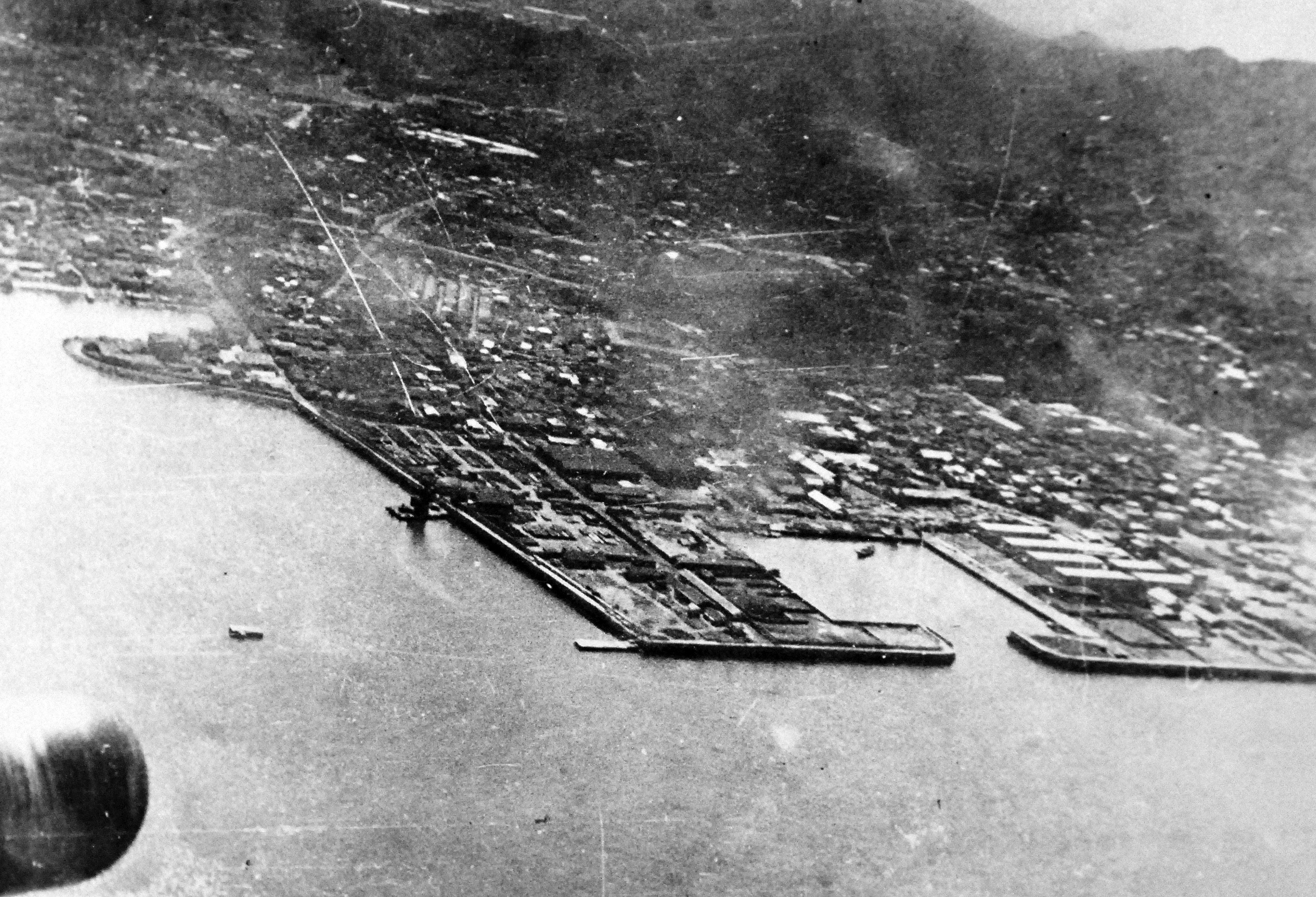
Photographie de la base navale de Yokosuka lors du raid de Doolittle le 18 avril 1942.
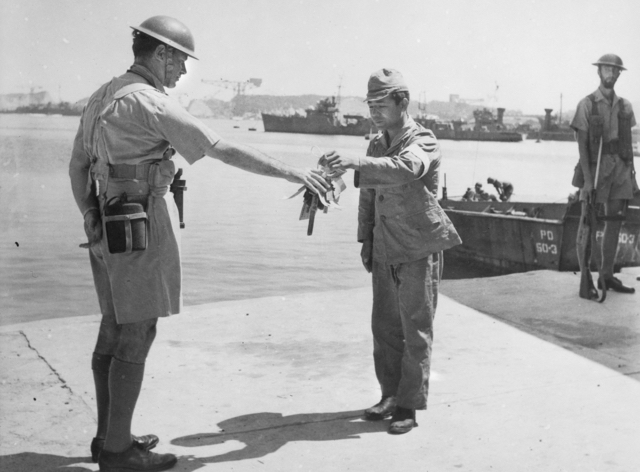
30 août 1945, le commandant Yuzo Tanno tend les clés de la base navale de Yokosuka au capitaine de la Royal Australian Navy  H.J. Buchanan commandant le premier peloton de la force d'occupation du Commonwealth britannique qui débarqua au Japon.
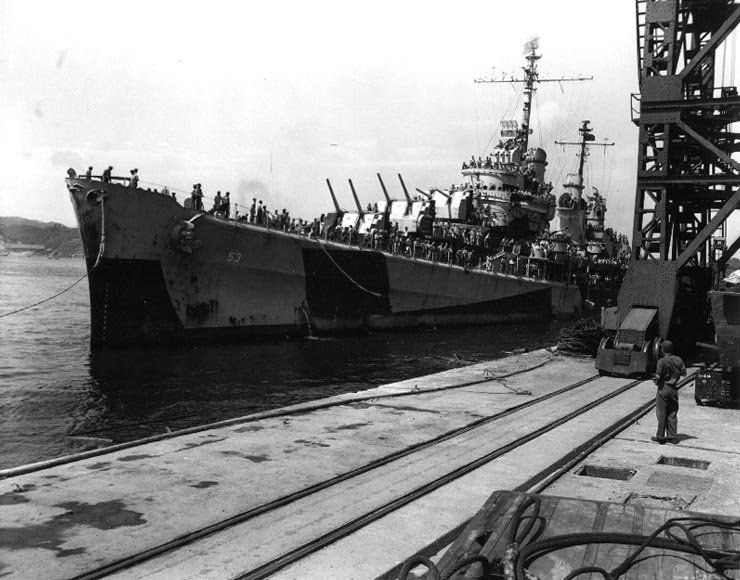
Le USS San Diego (CL-53) arrivant le 30 août 1945.
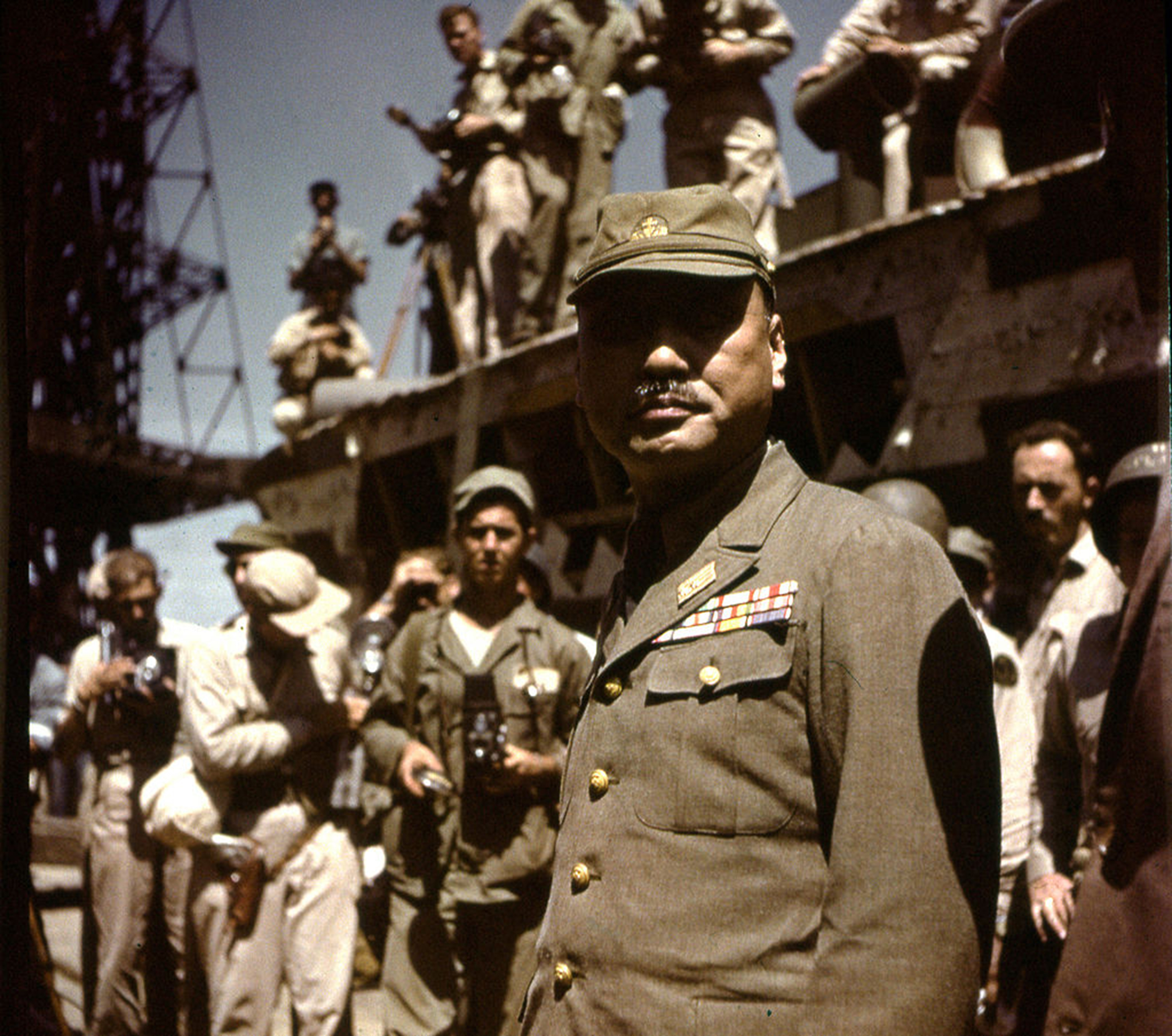
Le vice-amiral Michitaro Tozuka (en), commandant la base navale de Yokosuka après sa reddition le 30 août 1945.
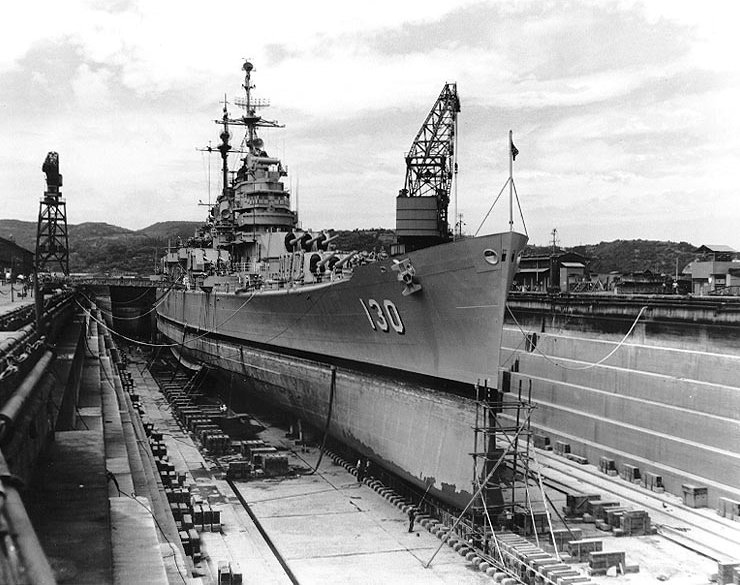
Le croiseur USS Bremerton (CA-130) (en) de classe Baltimore en cale sèche en 1954.
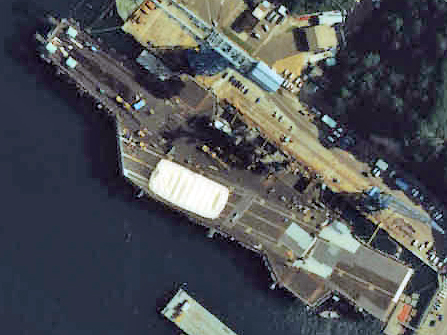
Le USS Midway en 1983 à la United States Fleet Activities Yokosuka.
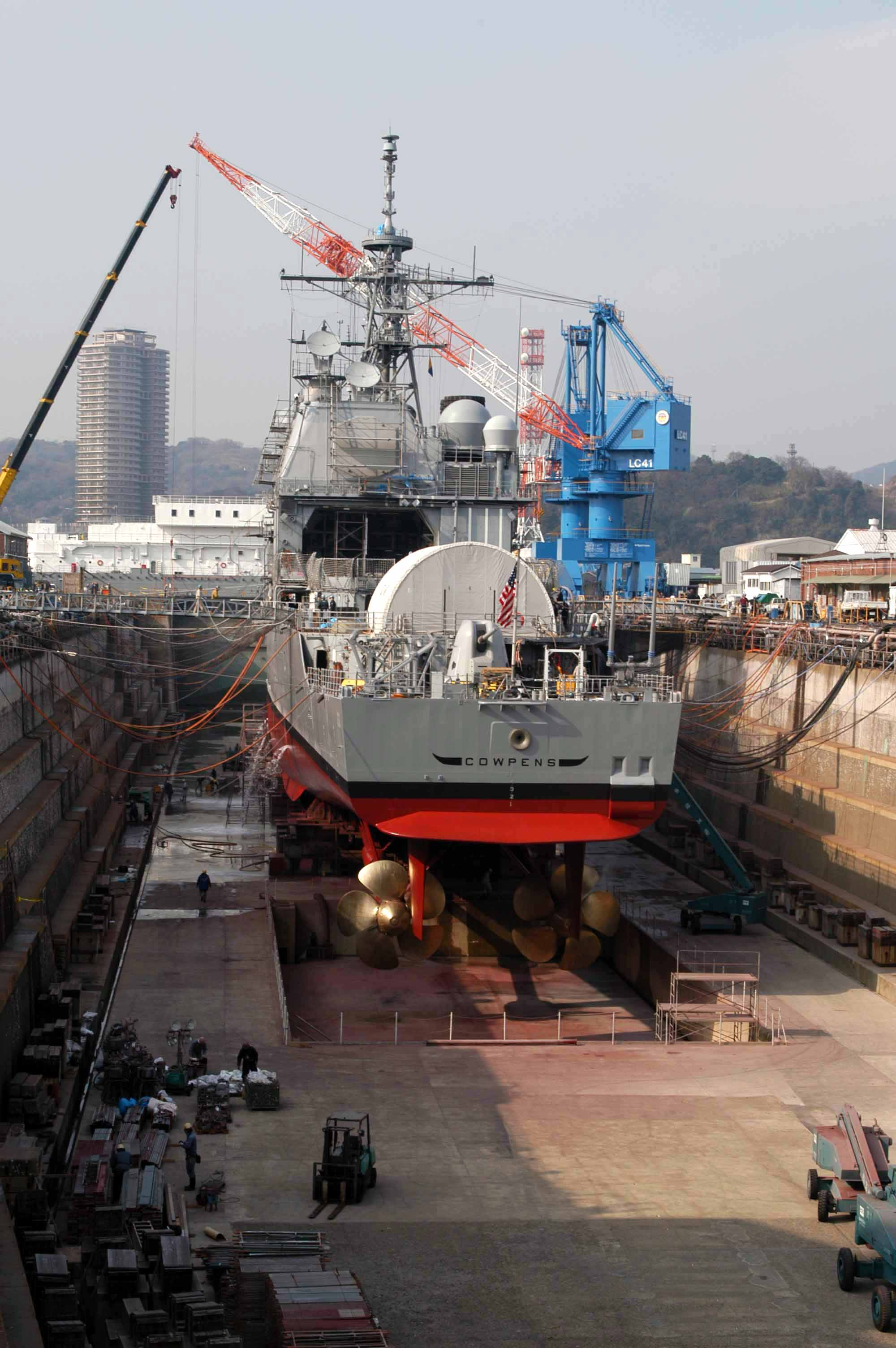
Le croiseur USS Cowpens (CG-63) (en) de la classe Ticonderoga en cale sèche dans la base navale de Yokosuka en mars 2004.
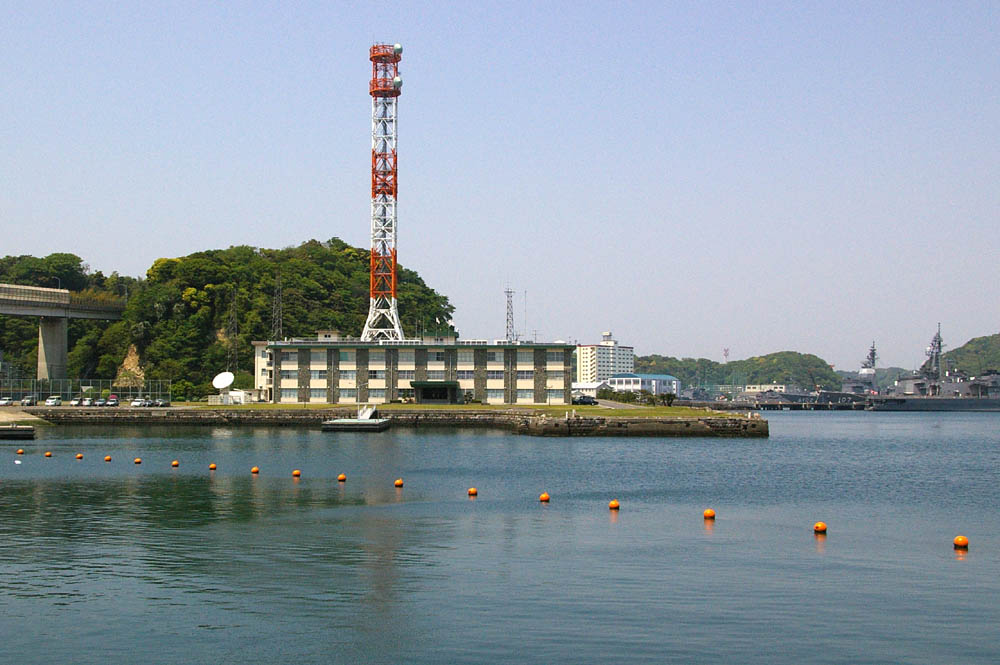
Quartier-général de la Force maritime d'autodéfense japonaise
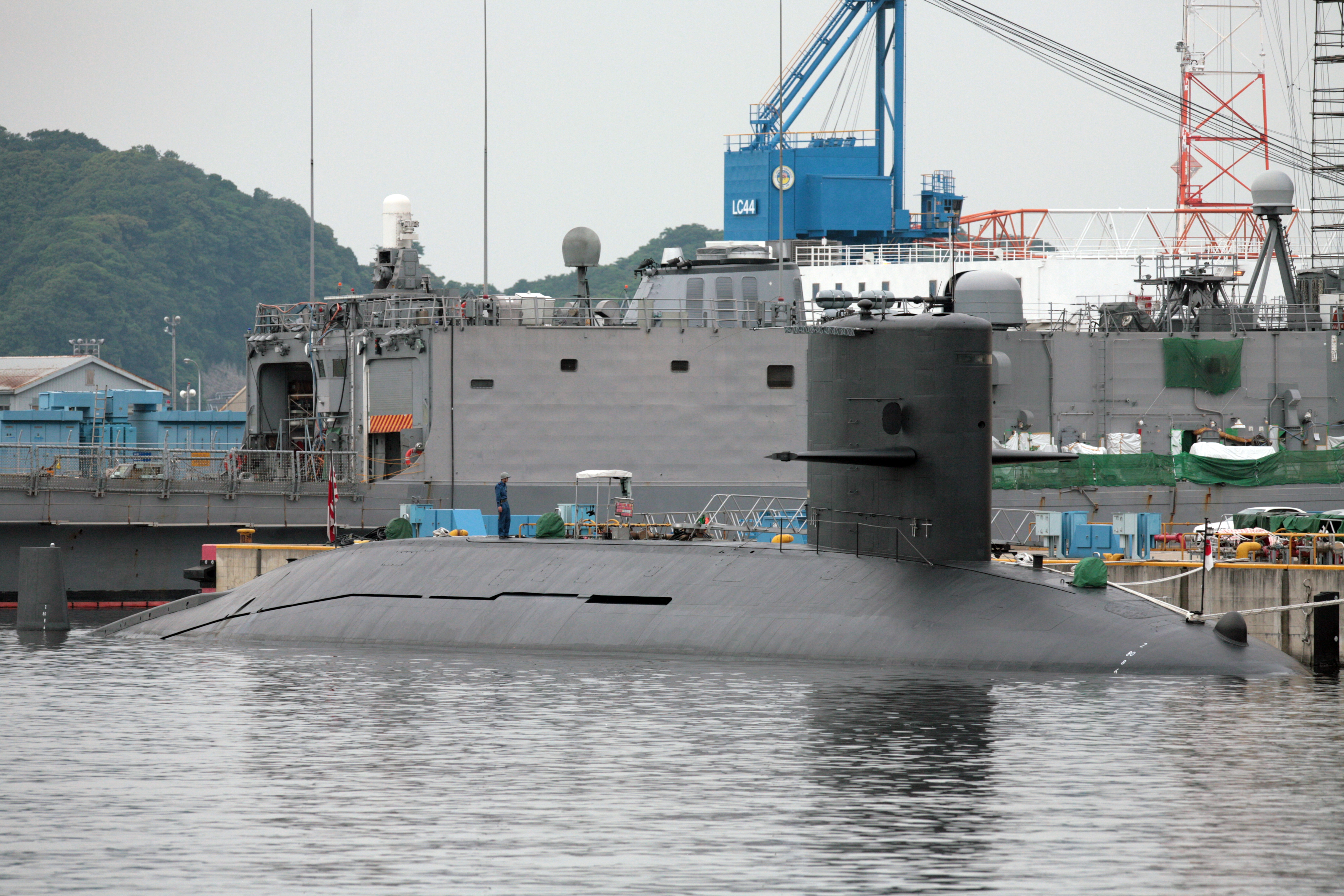
Le sous-marin conventionnel Wakashio (SS 587), de la classe Harushio en 2006 à Yokosuka.
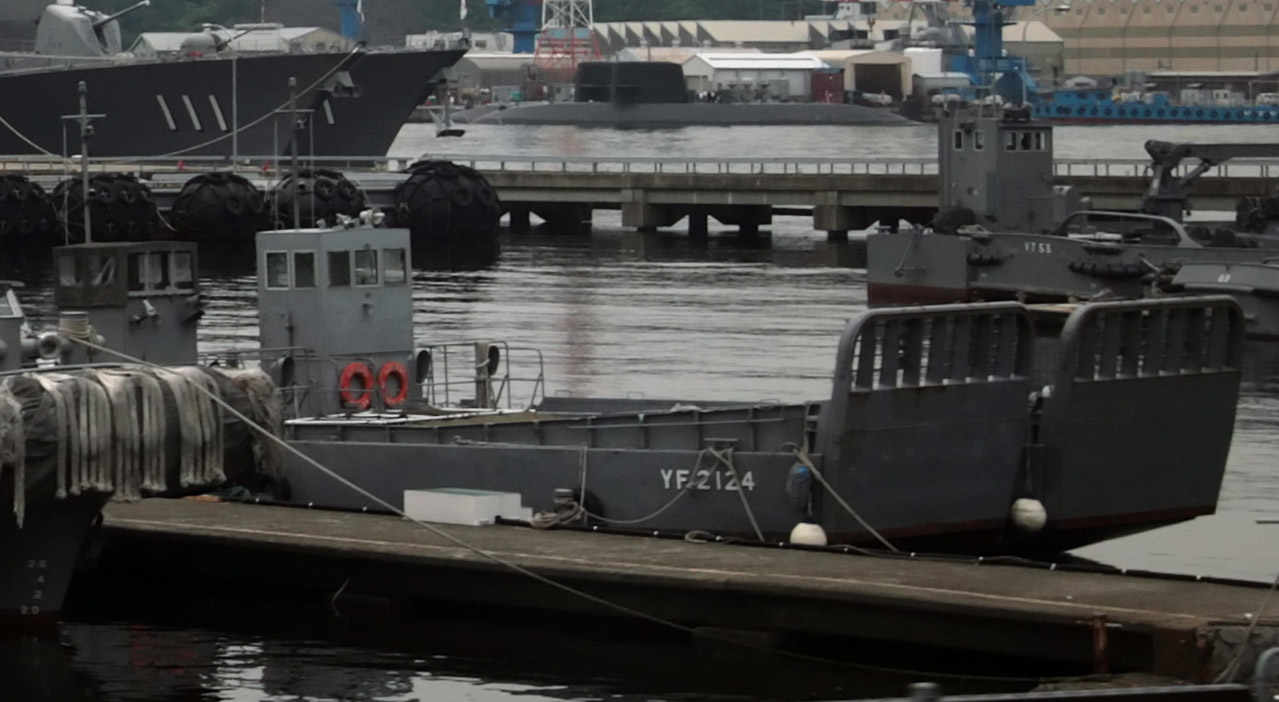
Divers bateaux dans le port en 2006.
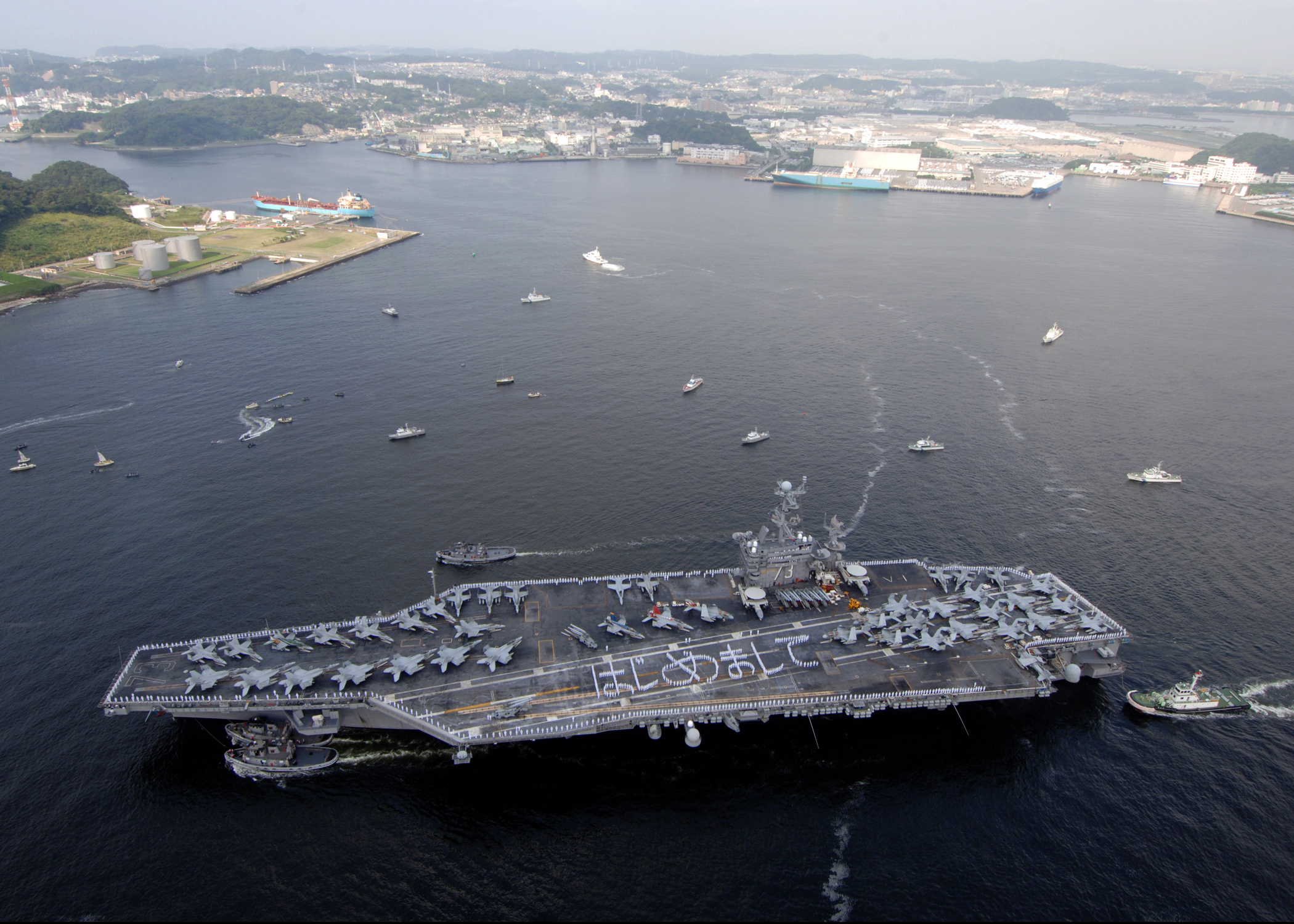
Arrivée du USS George Washington (CVN-73) le 25 septembre 2008 ; l'équipage forme la phrase « Hajimemashite » (« Ravis de vous rencontrer ») en japonais sur le pont d'envol.
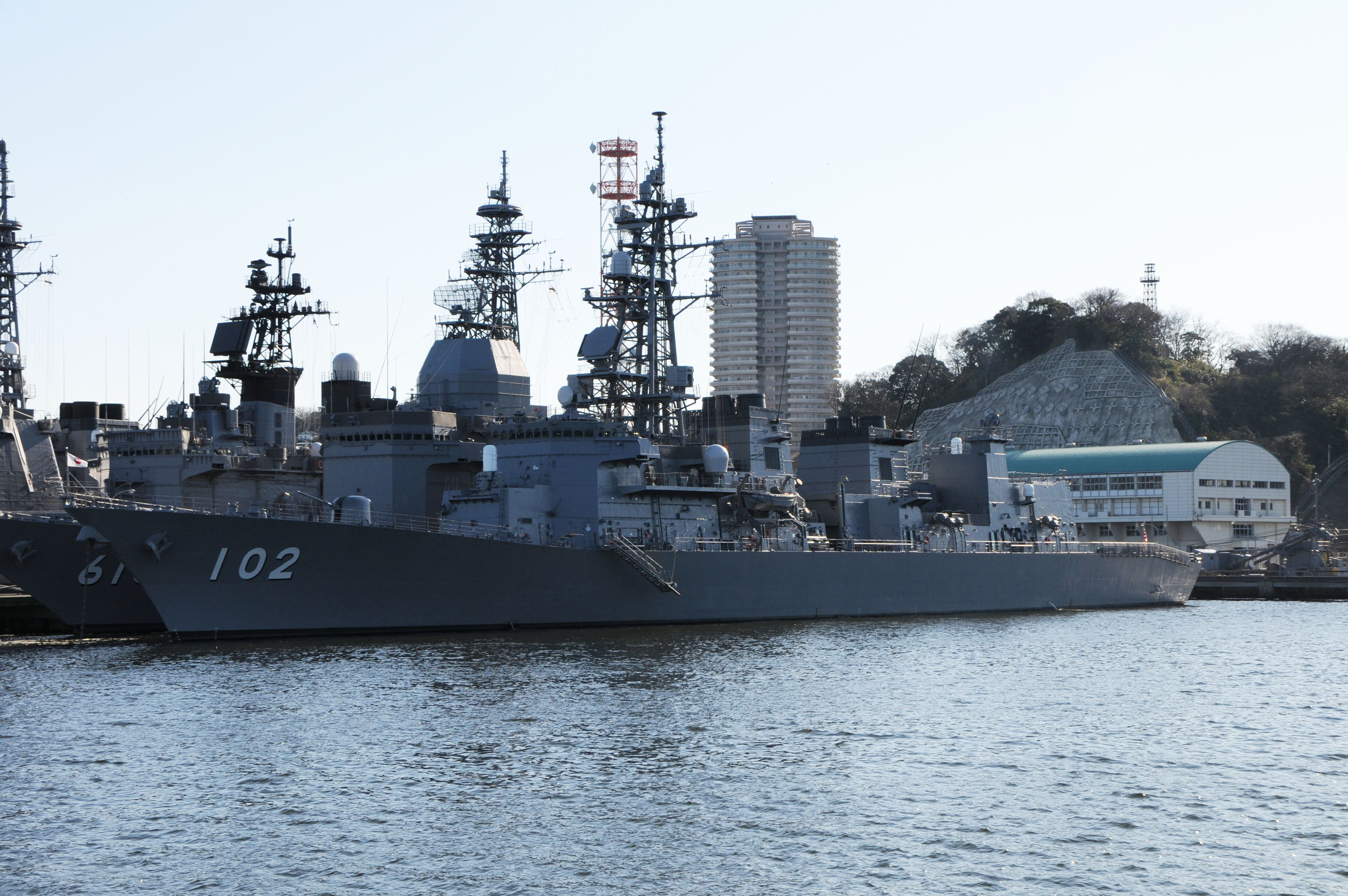
Deux destroyers japonais le 1er janvier 2009 au port, celui au premier plan est de la classe Murasame.

### Liens  externes
- (en) Site officiel de U.S. Fleet Activities Yokosuka
- (en) Site officiel du U.S. Naval Hospital Yokosuka
- (en) Page de Global Security